# Оршански рејон (Витепска област)
Оршански рејон (блр. Аршанскі раён; рус. Оршанский район) административна је јединица другог нивоа у југоисточном делу Витепске области у Републици Белорусији.
Административни центар рејона је град Орша.

## Географија
Оршански рејон обухвата територију површине 1.667,73 km² и на 14. је месту је по површини међу рејонима Витепске области. Ограничен је територијом Сјанонског и Љозненског рејона на северу, на истоку је Дубровенски рејон а на западу Талачински рејон док су на југу и југоистоку рејони Могиљовске области (Горкијски и Шкловски).
Оршански рејон је смештен између Оршанског побрђа и Оршанско-могиљовске равнице, док је на крајњем истоку низијско подручје уз басен реке Лучосе. Просечне надморске висине се крећу између 180 и 220 m, а највиша тачка је на коти 237,5 m.
Најважнији водотоци су река Дњепар и његова лева притока Оршица.
Под шумама је око 23% територије. Мочварна подручја заузимају површине од око 42 хиљаде хектара.

## Историја
Оршански рејон је као засебна административна јединица успостављен 17. јула 1924, а у саставу Витепске области је од 1938. године.

## Демографија
Према резултатима пописа из 2009. на подручју Оршанског рејона живело је 36.050 становника или у просеку 18,72 ст/км². Том броју треба додати и око 120.000 житеља града Орше који иако је административни центар рејона има статус града обласне субординације и засебна је административна јединица. Број становника самог рејона се константно смањује углавном због ширења градског подручја града Орше и пресељења руралног становништва у градске средине.
| 1959.  | 1970.  | 1979.  | 1989.  | 1999.  | 2009.  |
| ------ | ------ | ------ | ------ | ------ | ------ |
| 72.293 | 61.773 | 52.874 | 46.971 | 45.945 | 36.050 |

Основу популације чине Белоруси са 92,01% и Руси са 5,99%. На све остале отпада око 2% популације.
Административно, рејон је подељен на подручје града Барања и варошице Балбасава, Арехавск и Копис, те на 16 сеоских општина. На територији рејона постоји укупно 261 насељено место.

## Саобраћај
Оршански рејон представља важно саобраћајно чвориште преко којег пролазе неки од значајнијих саобраћајних праваца у земљи. Град Орша је железницом повезан са Минском, Могиљевом, Кричавом, Витепском, Смоленском, Лепељом, а територију рејона пресецају и међународни ауто-путеви Брест—Москва и Санкт Петербург—Одеса (Е-95).